# Čchvartal
Čchvartal nebo Čchortoli (abchazsky Чхәарҭал, gruzínsky ჩხორთოლი – Čchortoli, megrelsky ჩხორთოლ – Čchortol) je vesnice v Abcházii v okrese Tkvarčeli. Leží přibližně 12 km jihovýchodně od okresního města Tkvarčeli. Obec sousedí na severozápadě s Agubediou a s První Bediou, na severu se zalesněným okrajem Tkvarčeli, na jihovýchodě s Uakumí a na jihozápadě s Carčou. Na východ od obce se nachází těžko přístupný horský a lesní terén. V obci na svazích hory Laškendar pramení řeka Čchortoli.
Oficiálním názvem obce je Vesnický okrsek Čchvartal (rusky Чхуарталская сельская администрация, abchazsky Чхәарҭал ақыҭа ахадара). Za časů Sovětského svazu se okrsek jmenoval Čchortolský selsovět (Чхортольский сельсовет).
Na hranici mezi obcemi Agubedia, Čchvartal a Tkvarčal se nachází hora Laškendar, která slouží jako jedna ze sedmi svatyní abchazské původní víry.

## Části obce
Součástí Čchvartalu jsou následující části:
- Čchvartal (Чхәарҭал)
- Ančagvarta (Анҷагәарҭа)
- Aradu / Arazacu (Араду / Аразаҵә)
- Gamsaniaa Rhabla / Sagamsania (Гамсаниаа рҳабла / Сагамсаниа) – gruz. Sagamsonio
- Zochukyt (Зохәқыҭ
- Eškyt (Ешқыҭ) – gruz. Ešketi
- Kikoriaa Rhabla (Кикориаа рҳабла) – gruz. Sakikorio
- Reč Ahabla (Реч аҳабла / Реҷ аҳабла)

## Historie
Gruzínský název Čchortoli je složenina dvou gruzínských a megrelských slov – Cchra (ცხრა) znamená číslo devět a Tvali (თვალი) znamená oko, ale v moderní gruzínštině se také používá pro počet místností v budově dle oken (tedy dohromady devět oken). Dřívější význam slova Toli ale mohl být jiný a mohl znamenat vyjádření počtu statků. Pak by název znamenal Devět statků s tím, že Čchortoli bylo založeno na místě, kde předtím bylo devět statků.
V dobách středověku byl Čchvartal zřejmě důležitou obcí, neboť tudy vedla a stále vede hlavní trasa z jihovýchodní Abcházie na sever, jež měla velký hospodářský a strategický význam. Obklopovalo ji totiž mohutné opevnění, jehož dochované pozůstatky jsou v obci stále k vidění. Tyto hradby doplňovala pevnost Reč Abaa, jež byla postavena na osamělé skále asi 50 metrů nad mýtinou uprostřed. Z pevnosti se dochovalo první patro. Reč Abaa byla součástí Velké abchazské zdi a po mnoho století se jednalo o důležitou strategickou stavbu jižní Abcházie.
Italská cestovatelka a spisovatelka Carla Serenová, jež navštívila obec v druhé polovině 19. století, popsala Eškyt, místní část Čchvartalu: „Počasí vyšlo překrásně a bylo teplé, a tak jsem využila měsíčního svitu k cestě do Ešketi, okouzlující obce. Můj příjezd tam byl ohlášen předem, a tak bylo v domě zástupce zdejšího předáka vše připravené k mému přijetí, i když už bylo velmi pozdě v noci. Nikdo v té době ještě nebyl spát. Ve středu domu svítil jasně oheň a připravovala se na něm pozdní večeře. Za chvíli mě obsloužili smaženým kuřetem, povinnou kukuřičnou kaší a vynikajícím vínem. Ačkoliv můj příjezd pro ně byl náročný, ze všech přítomných tváří vyzařovalo přátelství a pohostinnost... Ráno jsem dostala snídani na mýtině v sousedství, kudy v létě chodí Tomaša. Seděla jsem v trávě pod příkrovem s luxusním vínem, které moji hostitelé hltali s čerstvými bobulemi a s malými, tmavě fialovými semínky, byla to vynikající snídaně (dne 15. listopadu 1881)… Od Ešketi vede cesta skrz velmi členitou a malebnou krajinu, která změnila svůj charakter, jak jsme se blížila k vesnici Bedia“
Čchvartal patřil do historického regionu Samurzakan. S koncem 19. století byl již celý Samurzakan rozdělen na dvě jazykové zóny, abchazskou a megrelskou, kdy abcházština přetrvala v kopcích nad nížinou, kterou obsadili megrelové.
Po vzniku Sovětského svazu začali abchazští bolševici požadovat, aby byly v rámci správní reformy Abchazské ASSR ze 30. let, jež staré ruské ujezdy nahradila rajóny, stanoveny hranice mezi rajóny Očamčyra a Gali na etnolingvistickém základu. Čchvartal se stal spolu s Rekou a Agubediou součástí prvního jmenovaného, což požadoval například agubedijský rodák Efrém Ešba v roce 1925 ve svém článku „Požadovali jsme a dostali jsme skutečně nezávislou sovětskou Abcházii“ (Мы требовали и получили настоящую независимую Советскую Абхазию). V roce 1930 tedy byly tyto obce převedeny pod okres Očamčyra, což umožnilo otevřít zde základní školu s vyučovacím jazykem abchazským, ale v té době již abchazsky mluvili pouze obyvatelé tehdejšího „Horního Čchvartalu“. Zbytek populace, ačkoliv byl etnicky abchazský, již hovořil megrelsky. Proto byl v roce 1939 Čchortolský selsovět nakonec vrácen okresu Gali, zdejší abchazská škola byla zrušená a místo ní vznikla škola gruzínská. Tím byla obec do 50. let gruzifikována, kdy se u megrelsky hovořících obyvatel úplně změnila národnostní orientace. Abchazové z horní části obce si však uchovali svoji identitu i jazyk, a tak Čchvartal patří z celého někdejšího Samurzakanu k těm málo obcím, kde se aspoň část obyvatel hlásí k abchazskému národu a mluví abchazsky.
Během války v Abcházii v letech 1992-1993 byla obec ovládána gruzínskými vládními jednotkami.
V roce 1994 byla zahájena další správní reforma, kdy byl Čchortili přejmenován na Čchvartal a převeden do nově vzniklého okresu Tkvarčeli. Po válce se počet obyvatel snížil o zhruba třetinu.

## Obyvatelstvo
Dle nejnovějšího sčítání lidu z roku 2011 je počet obyvatel této obce 877 a jejich složení následovné:
- 715 Gruzínů (81,5 %)
- 158 Abchazů (18,0 %)
- 4 příslušníci ostatních národností (0,5 %)

Před válkou v Abcházii žilo v Čchortolském selsovětu 1447 obyvatel.